# ФК Дрина Зворник
Фудбалски клуб Дрина је фудбалски клуб из Зворника, Република Српска, БиХ, и члан је Првe лиге Републике Српске.

## Историја

### Оснивање
ФК Дрина основан је августа 1945. и био је прва спортска организација формирана у граду послије рата. Иницјативни састанак одржан је на фудбалском игралишту (приближно иста локација на којој се и сада налази), а присуствовали су му: Никола Мастилица, Бранко Чизмар, Ђорђо Томић, Зијо Сарајлић, Фета Сабировић, Бошко Ковачевић, Џемко Алијагић и капетан Југословенске армије Прокица Жигић.
Након расправе о потреби оснивања клуба и обезбјеђења најнужније опреме, као и о давању имена клубу (да ли Златица или Дрина), договорено је да клуб добије име Дрина и да се за првог предсједника изабере Никола Мастилица.
У првој години постојања Дрина није била укључена у такмичарско – регистровани спорт, већ је играла само пријатељске утакмице са клубовима из сусједних градова и оближњих војних јединица. Прву утакмицу Дрина је одиграла у Љубовији са домаћим тимом и побједила са 3:1. Прва утакмица Зворничана о којој је штампа писала одиграна је 17. марта 1946. године у Тузли између Слободе и Дрине, и била је то, највјероватније, прва првенствена утакмица фудбалера из Зворника. Побједила је Слобода са 9:1. У првим послијератним годинама Дрина је највећи успјех постигла 1949. и 1952. године, када осваја првенство Тузланског подсавеза и разиграва за улазак у Републичку лигу са прваком добојског (1949) и бањалучког (1952) подсавеза.
Године 1952. Дрина је изборила улазак у Републичку лигу разигравајући са фудбалерима из Приједора (у Зворнику побједа од 3:1, и пораз у Приједору од 2:1), али у овом рангу такмичења није одиграла ни једну утакмицу, јер је исте године расформирана Републичка лига.

### Након распада СФРЈ
По распаду Југославије 1992, основан је Фудбалски савез Републике Српске, који је у сезони 1995/96. организовао прво такмичење у фудбалу на територији Републике Српске. Дрина је била учесник Прве лиге Републике Српске 1995/96. Играла је у Групи Исток али је на крају сезоне заузела претпоследње мјесто и испала у Другу лигу. После само једне сезоне Дрина се као првак Друге лиге група Бијељина враћа у Прву лигу 1997/98, али поново испада 1999/00. Вратила се 2002/03. гдје је остала до данас.
У сезони 2009/10. Дрина је освајањем првог мјеста у Првој лиги Републике Српске постигла свој до данас највећи усјпех пласирајући се у Премијер лигу БиХ. Ипак, у Премијер лиги БиХ се није дуго задржала, јер се након само једне сезоне проведене у њој поново вратила у Прву лигу РС.
У августу 2017. године, формирана је радна група на челу клуба, а за шефа стручног штаба именован је Вељко Цвијетиновић. Ослонац играчког кадра је пребачен на млађе играче, поникле у школи клуба, а сви играчи прикључени првом тиму добили су уговоре за наредну сезону. У клуб се вратио Никола Васиљевић, а као појачање, на позајмицу је стигао и голман Црвене звезде Јован Вићић.

## Навијачи
Навијачи фудбалског клуба Дрина називају се „Вукови“. Група је основана 2002. године, а име је добила по јединици Дринског корпуса Војске Републике Српске.

## Клупски успјеси
Првенство Тузланског подсавеза
- Првак (2)

1948/49.
1951/52.
Друга лига Републике Српске
- Првак (2)

1996/97.
2001/02.
Прва лига Републике Српске
- Првак (1)

2009/10.
2012/13.

## Састав тима у сезони 2017/18
Од 1. септембра 2017.
| Бр. |                     | Позиција | Играч             |
| --- | ------------------- | -------- | ----------------- |
| 1   | Босна и Херцеговина | Г        | Младен Петровић   |
| 2   | Босна и Херцеговина | О        | Елвир Мајловић    |
| 3   | Босна и Херцеговина | О        | Ермин Мусић       |
| 4   | Босна и Херцеговина | О        | Никола Васиљевић  |
| 5   | Босна и Херцеговина | О        | Мирко Тошић       |
| 6   | Босна и Херцеговина | С        | Драгиша Милошевић |
| 7   | Босна и Херцеговина | С        | Огњен Стјепановић |
| 8   | Србија              | С        | Александар Кикић  |
| 9   | Србија              | Н        | Бошко Лазић       |
| 10  | Босна и Херцеговина | С        | Новица Марковић   |
| 11  | Босна и Херцеговина | Н        | Слађан Ступар     |
| 12  | Босна и Херцеговина | Г        | Марко Богићевић   |

| Бр. |                     | Позиција | Играч                                       |
| --- | ------------------- | -------- | ------------------------------------------- |
| 13  | Босна и Херцеговина | С        | Мирослав Дукић                              |
| 14  | Босна и Херцеговина | С        | Немања Драгутиновић                         |
| 15  | Босна и Херцеговина | О        | Милош Јокић                                 |
| 16  | Босна и Херцеговина | С        | Дарко Костић                                |
| 17  | Србија              | С        | Владимир Молеровић                          |
| 18  | Босна и Херцеговина | С        | Марко Колаковић                             |
| 19  | Босна и Херцеговина | С        | Милан Крстић                                |
| 20  | Босна и Херцеговина | С        | Срђан Дамјановић                            |
| 21  | Босна и Херцеговина | Н        | Његош Матић                                 |
| 22  | Босна и Херцеговина | С        | Данијел Ћулум                               |
| 23  | Босна и Херцеговина | О        | Рамиз Лупић                                 |
| 41  | Србија              | Г        | Јован Вићић (на позајмици из Црвене звезде) |

## Галерија
- Грб од 1945. до 1992. године